# Kościół Wniebowzięcia Maryi Panny w Topolczanach
Kościół Wniebowzięcia Maryi Panny (słow. Kostol Nanebovzatia Panny Márie) – rzymskokatolicka świątynia parafialna znajdująca się w słowackim mieście Topolczany. Pełni funkcję sanktuarium maryjnego.

## Historia
Pierwsza wzmianka o kościele pielgrzymkowym w tym miejscu pochodzi z 1285 roku, wymieniany jest jako filia parafii św. Marcina pod Zoborem. Dokument z 1559 roku informuje, że w tym miejscu stał niegdyś kościół św. Andrzeja, który spłonął i został odbudowany. W XVII wieku świątyni nadano wezwanie Wniebowzięcia Maryi Panny. Budynek został doszczętnie zniszczony podczas pożaru w 1731 roku. Odbudowany kościół konsekrował w 1740 roku bp Žigmund Beréni. Obecny wygląd uzyskał podczas przebudowy z lat 1792–1802, ponownego poświęcenia dokonał 15 sierpnia 1802 bp Jozef Vilt. 

## Architektura i wyposażenie
Świątynia barokowa, jednonawowa. Od północy do prezbiterium dostawiona jest zakrystia, a w fasadę wbudowana jest wieża. Ściany od wewnątrz wieńczy gzyms, nad którym wybudowano sklepienie, dźwigane przez przystawione do ścian filary. Elewacje dekorują pilastry. Ołtarz główny pochodzi z XX wieku, zdobi go obraz ze sceną Wniebowzięcia Matki Bożej. Ambona i marmurowa chrzcielnica reprezentują styl klasycystyczny. Na emporze ustawione są 24-głosowe organy, wykonane w 1921 roku i wyremontowane w latach 70. XX wieku. Kolejna renowacja instrumentu miała miejsce w roku 2019, 8 września 2019 poświęcił go bp Viliam Judák.

## Galeria

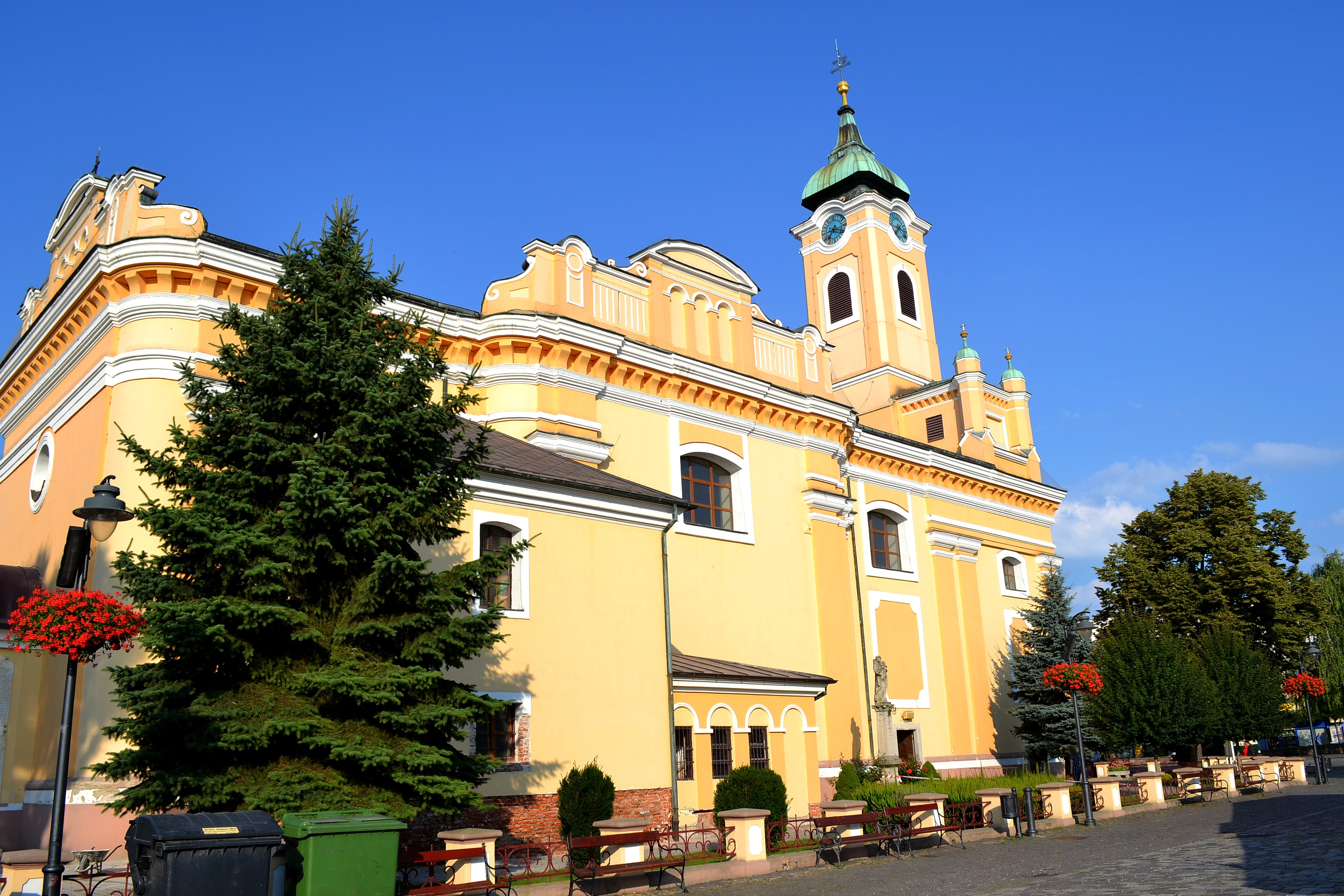
Widok z północnego wschodu
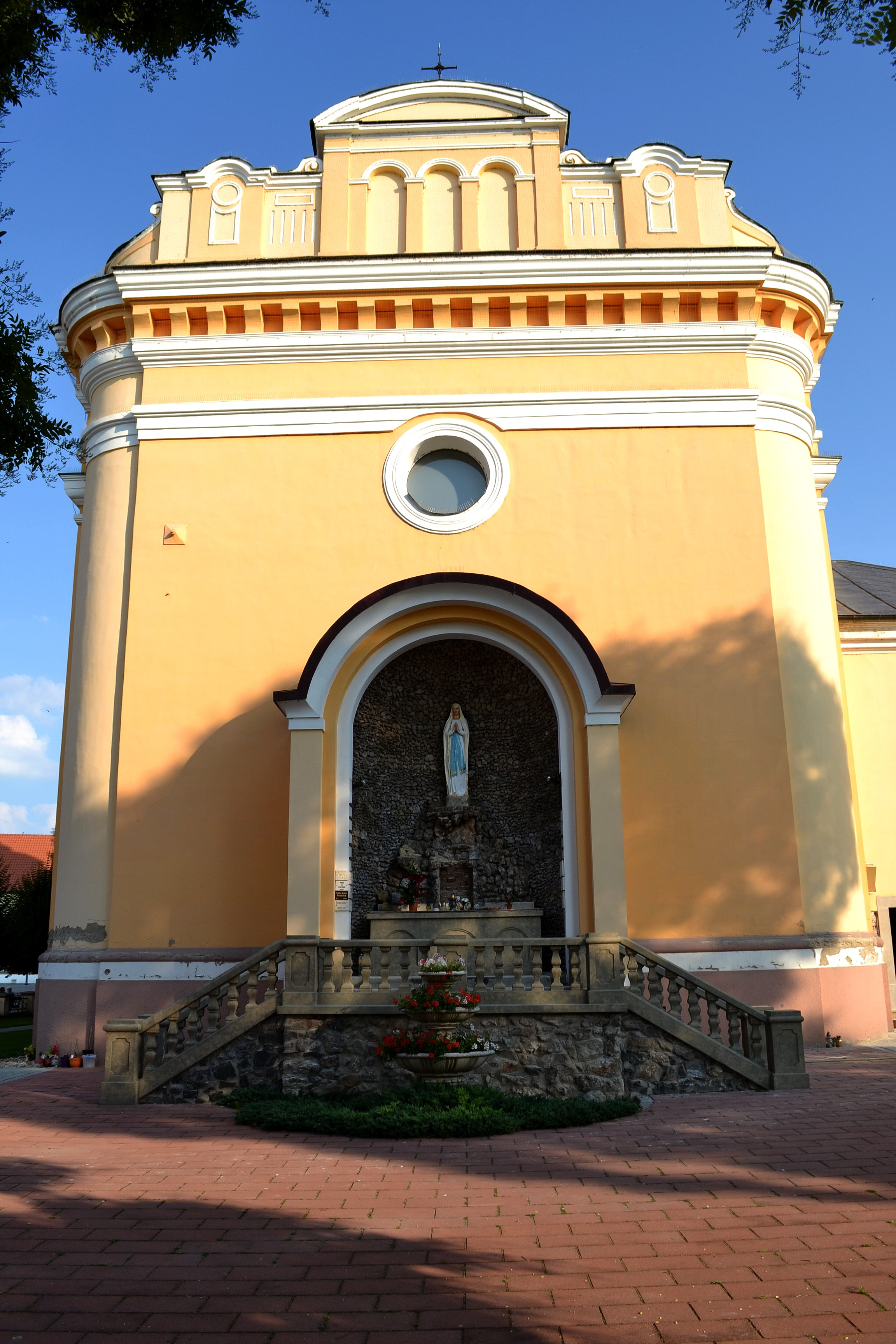
Widok ze wschodu na prezbiteium
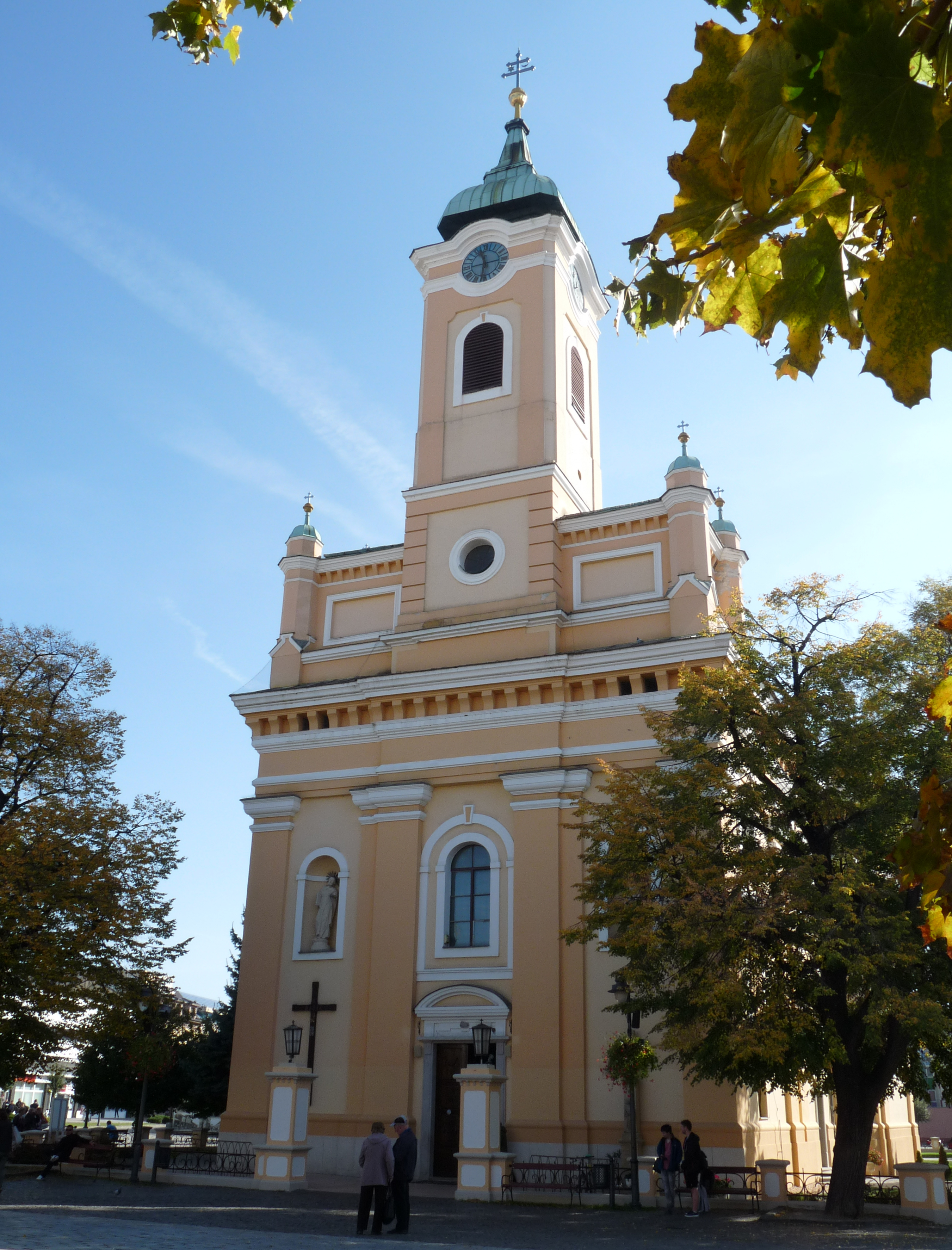
Fasada
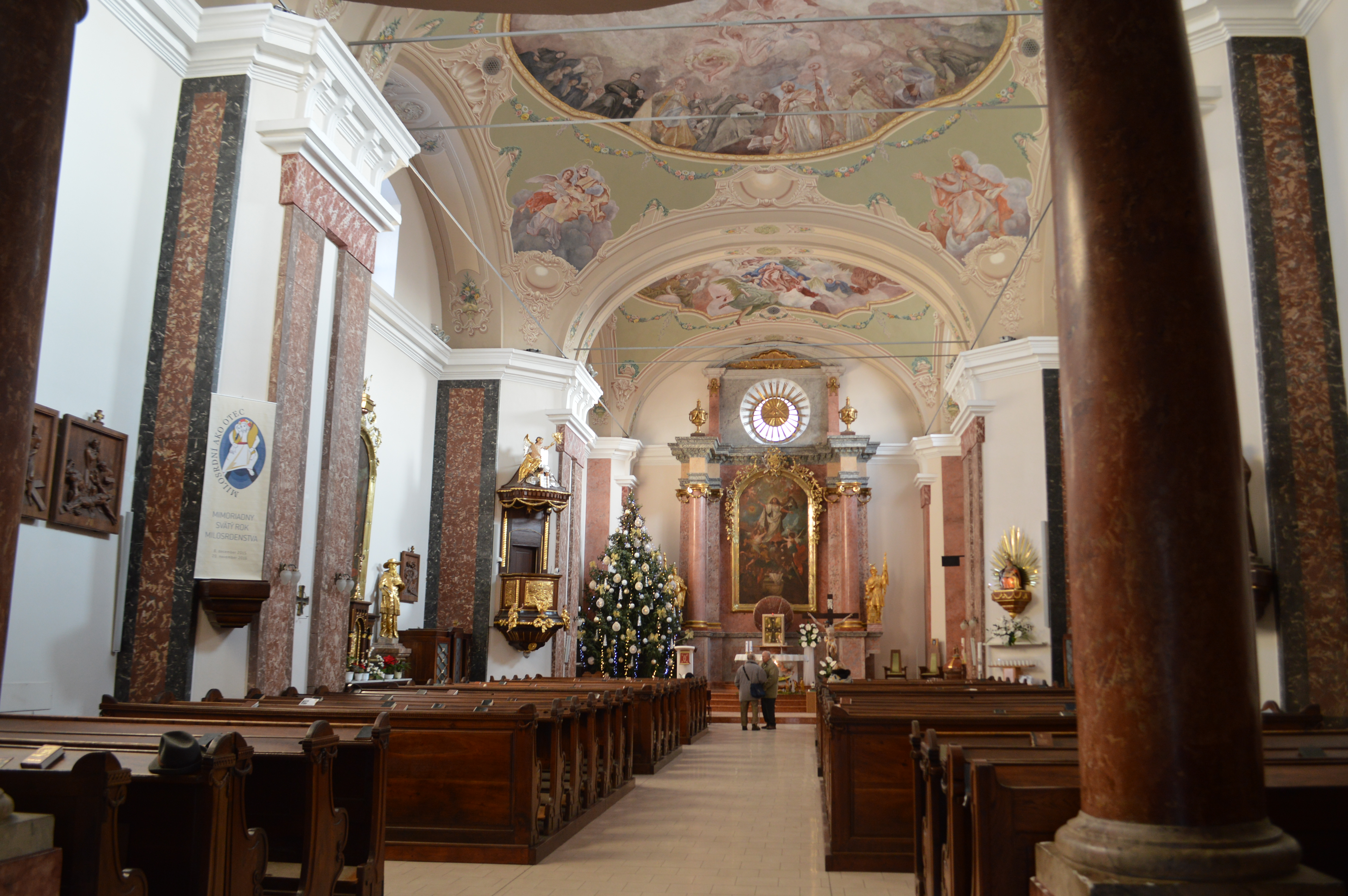
Wnętrze
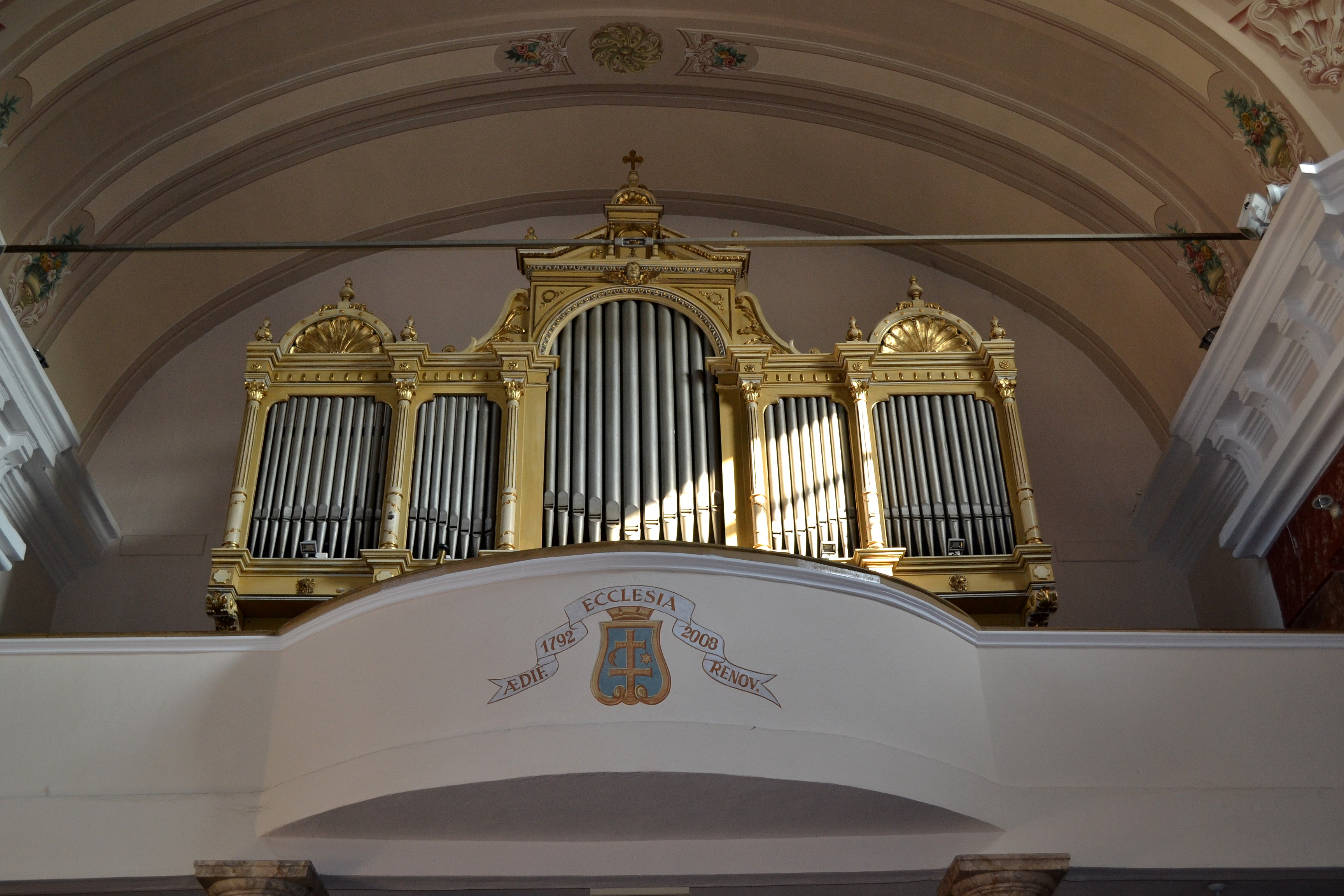
Organy